# Aziridin

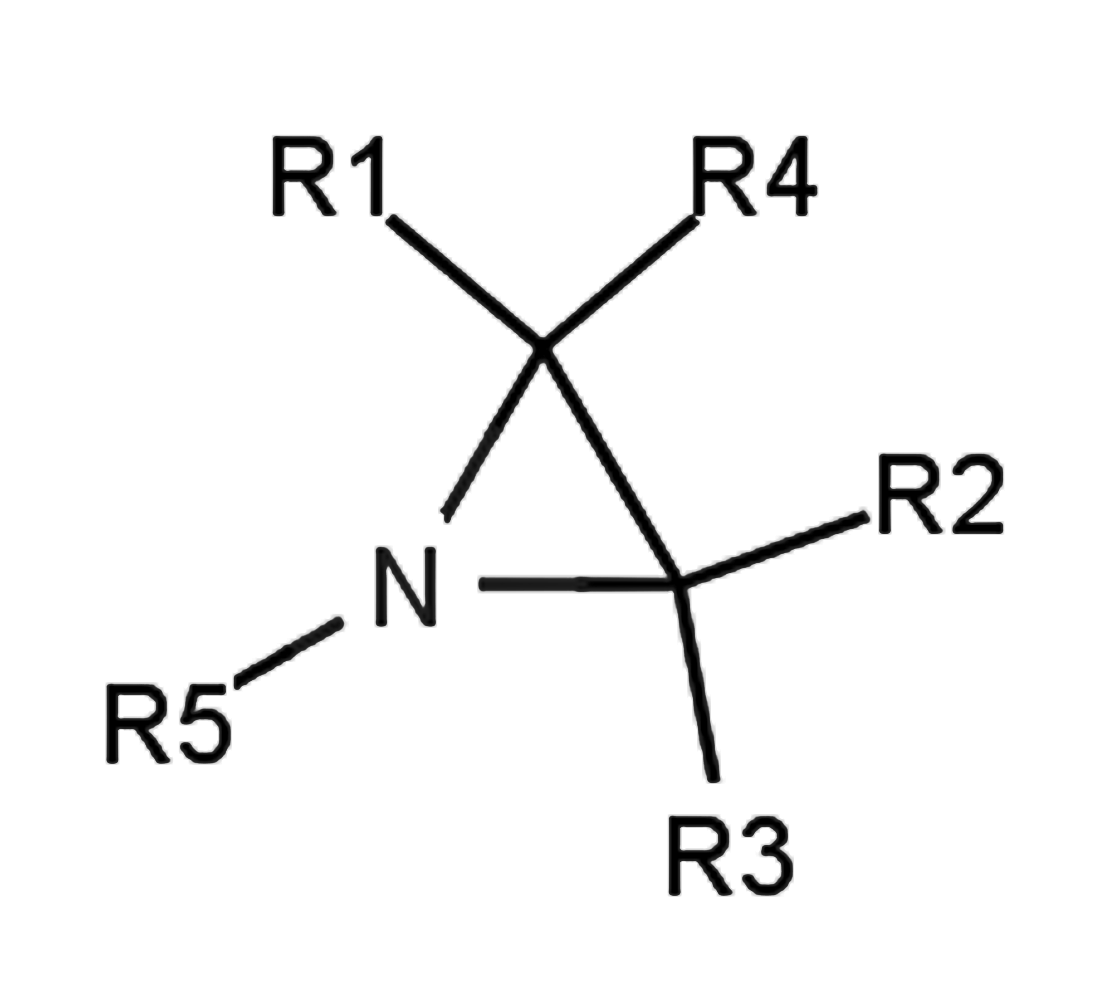
Allmän strukturformel för aziridiner.

Aziridiner är organiska föreningar som innehåller en aziridin-grupp, en heterocyklisk amin med en ring bestående av en kväveatom och två kolatomer.
| Aziridin C2H5N |  | Aziridin C2H5N |
| Aziridin C2H5N |  |                |

Aziridin (även något oegentligt kallad etylenimin – den har ingen imin-grupp) är den enklaste aziridinen med summaformeln C2H5N och är en lättflyktig vätska som kokar vid 56–57 °C, med ammoniakliknade lukt.